# Матала
Матала — це місто та муніципалітет у провінції Уіла. Матала розташоване вздовж річки Кунене на висоті приблизно 1300 метрів на рівнем моря. Містом проходить південна гілка ангольської залізниці.